# دورخردام
دورخردام (به هلندی: Durgerdam) یک روستا در هلند است که در Amsterdam واقع شده‌است.